# Station Videbæk
Station Videbæk was een station in Videbæk, Denemarken en lag aan de lijn Skjern - Videbæk.
0,0: Skjern ·
5,0: Kongsholm ·
9,2: Sædding ·
12,8: Risdal ·
15,1: Herborg ·	
19,5: Videbæk